# Kefevirág
Ausztráliában őshonosak, rendszerint a nyirkos élőhelyeket részesítik előnyben. Többnyire cserjék, de néhány kisebb termetű, legfeljebb 10 m magas fa is van köztük, mint például a Callistemon salignus és a Callistemon viminalis.
Örökzöld, rendszerint keskeny, kihegyesedő levelű növények. Koronájuk lombfakadáskor bronzszínű vagy pirosló. Apró szirmú, tömött füzért alkotó virágaikban rengeteg, változatos színű, sárga, vörös, rózsaszín, bíbor vagy krémszínű porzó található. A virágzatok jellegzetesen közrefogják a szárat.

## Fajok
- Callistemon citrinus
- Callistemon coccineus
- Callistemon comboynensis
- Callistemon glaucus
- Callistemon kenmorrisonii
- Callistemon laevis
- Callistemon linearifolius
- Callistemon linearis
- Callistemon macropunctatus
- Callistemon pachyphyllus
- Callistemon pallidus
- Callistemon phoenicus
- Callistemon pinifolius
- Callistemon pungens
- Callistemon recurvus
- Callistemon rigidus
- Callistemon rugulosus
- Callistemon salignus
- Callistemon sieberi
- Callistemon subulatus – levele keskeny, hegyes csúcsú, fiatalon ezüstösen molyhos. Nagy, karmazsinvörös porzójú virágzata nyáron díszlik. A virágzati tengely végén fiatal hajtás ered. Délkelet-Ausztrália a hazája.
- Callistemon salignus
- Callistemon viridiflorus – levelei keskenyek, hegyesek. Nyáron nyíló, tömött fejecskevirágzatokban a porzók halványak, sárgászöldek. Tasmániában őshonos, csapadékos hegyoldalakon élő növény.

## Képek

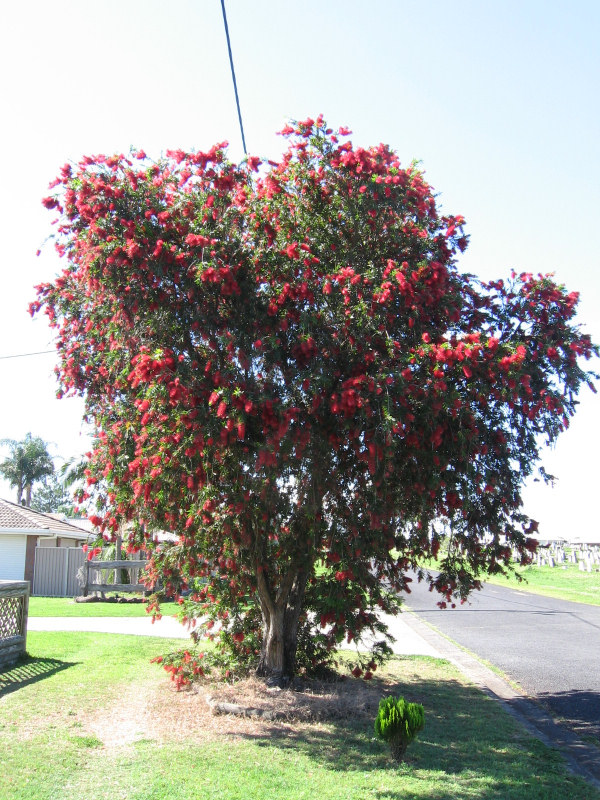
Virágzó C. viminalis
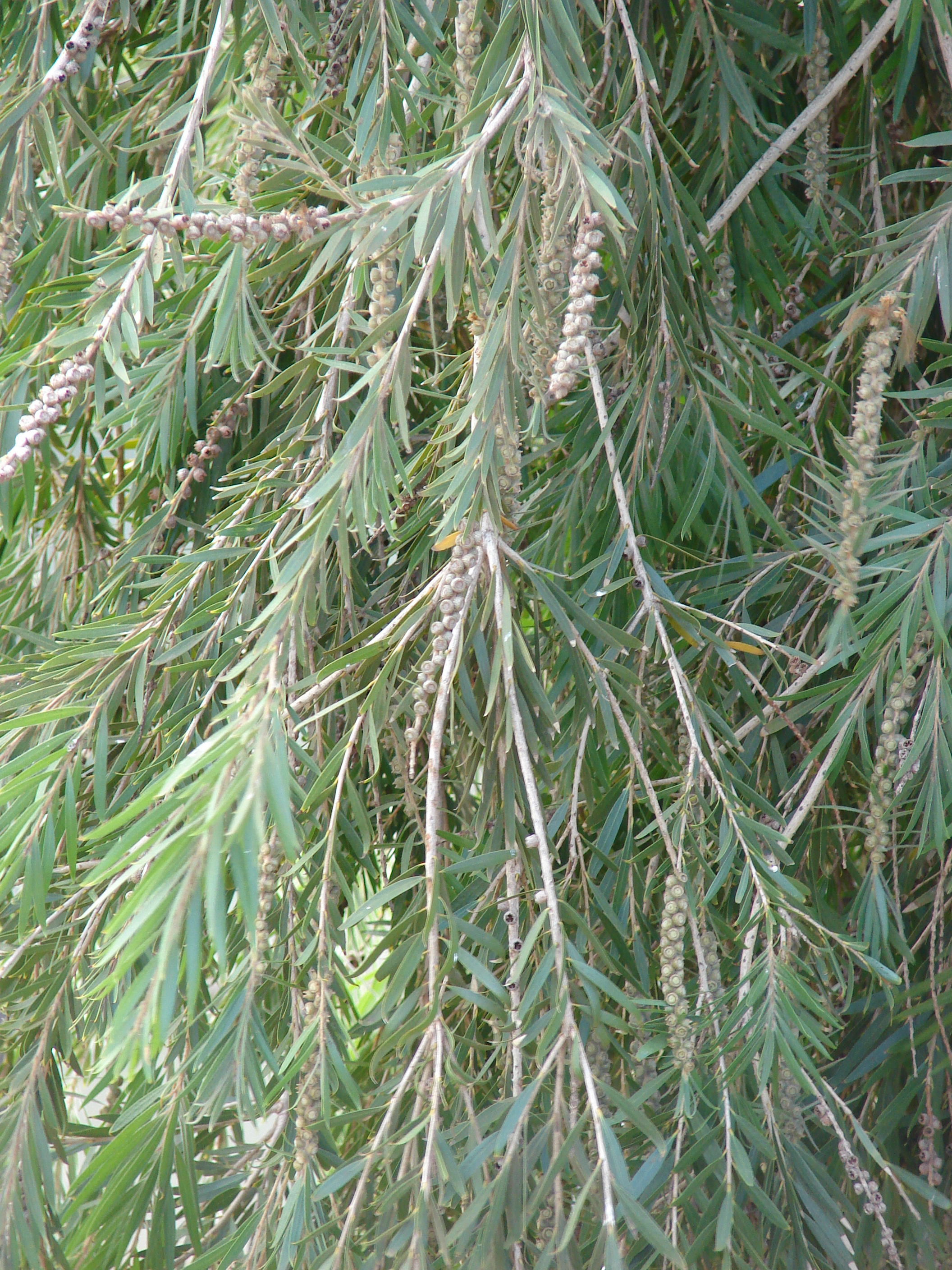
levelei és termése
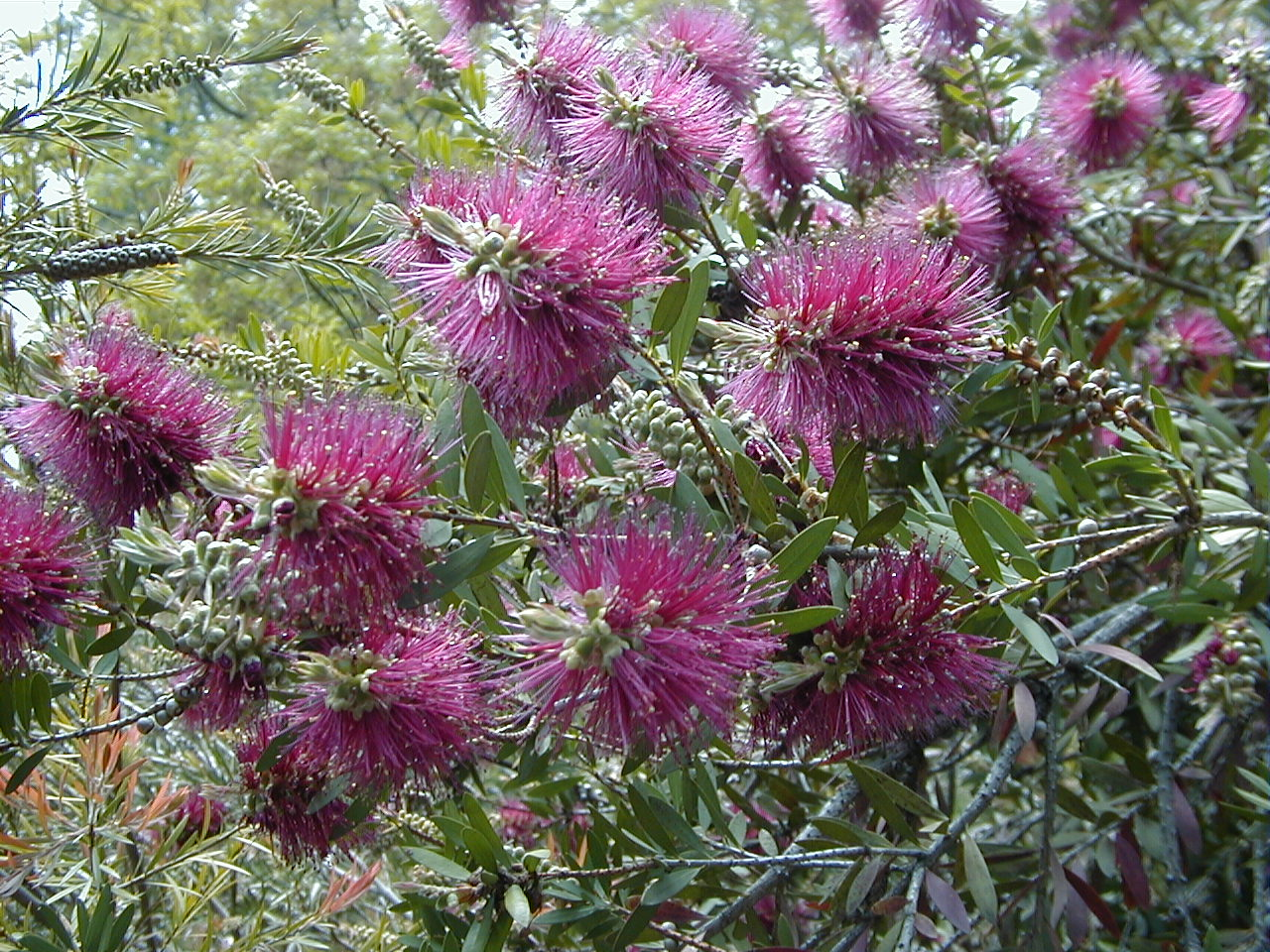
C. citrinus a madridi botanikus kertben
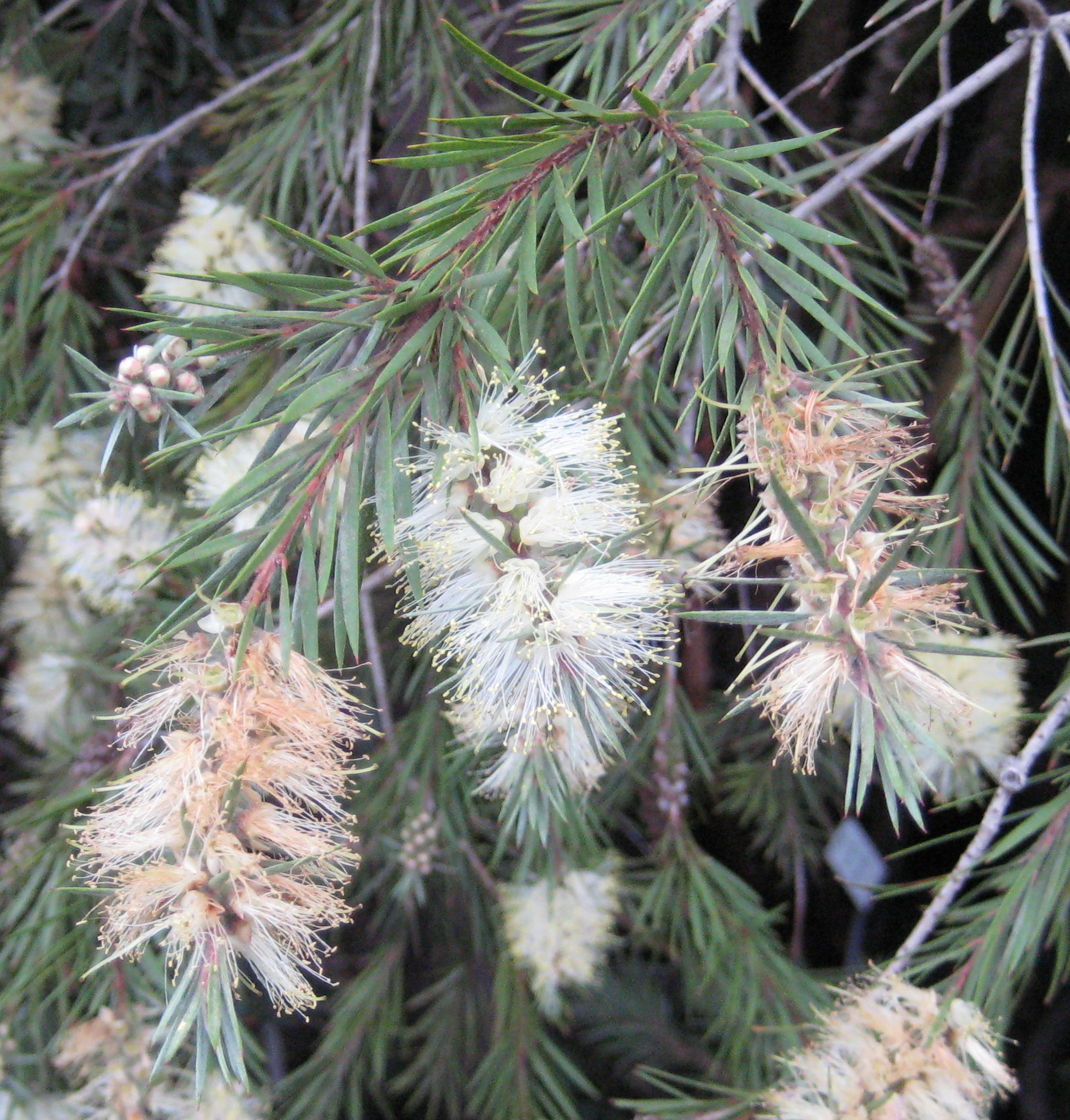
C. salignus fehér porzójú virágzata
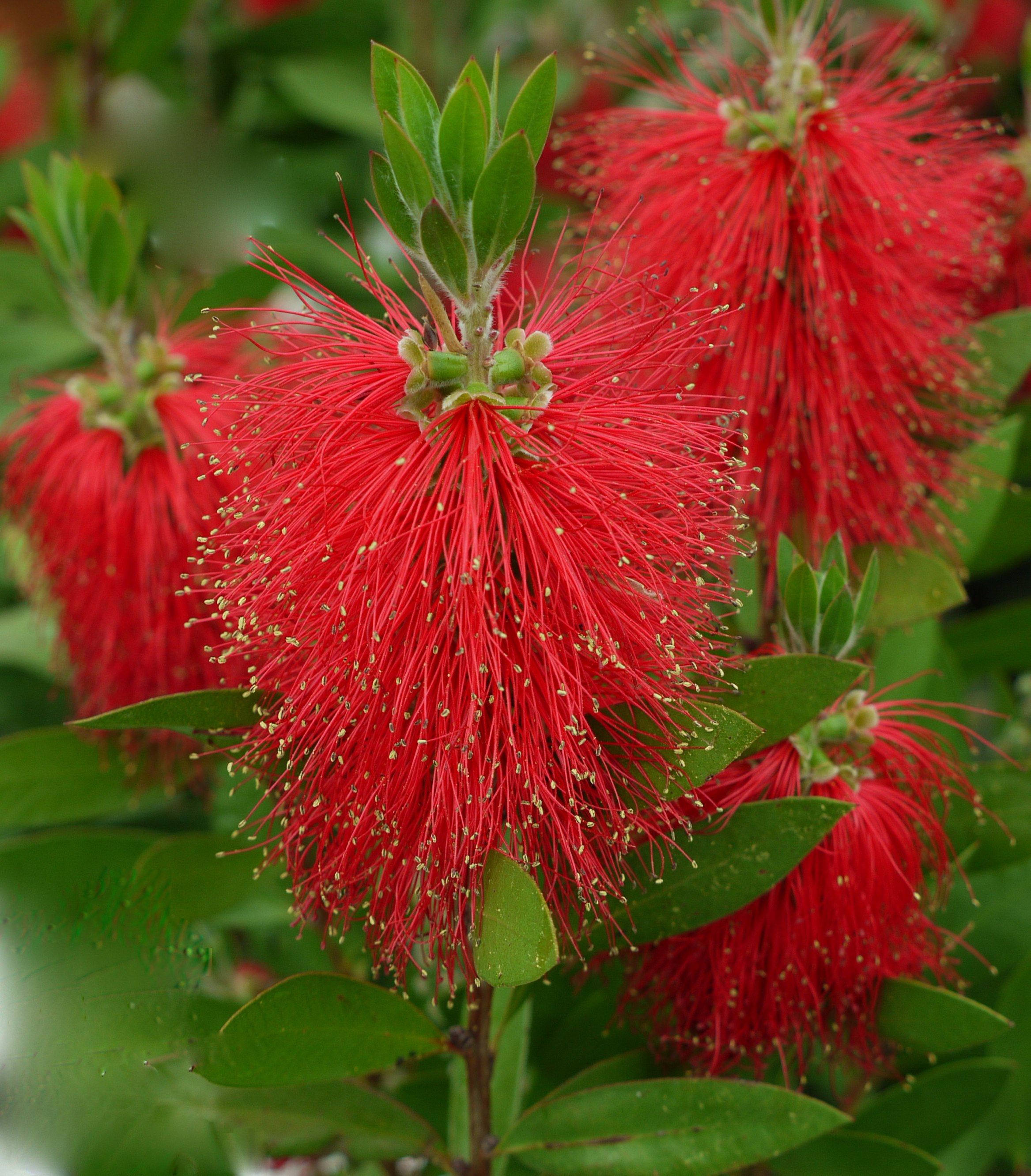
C. laevis.
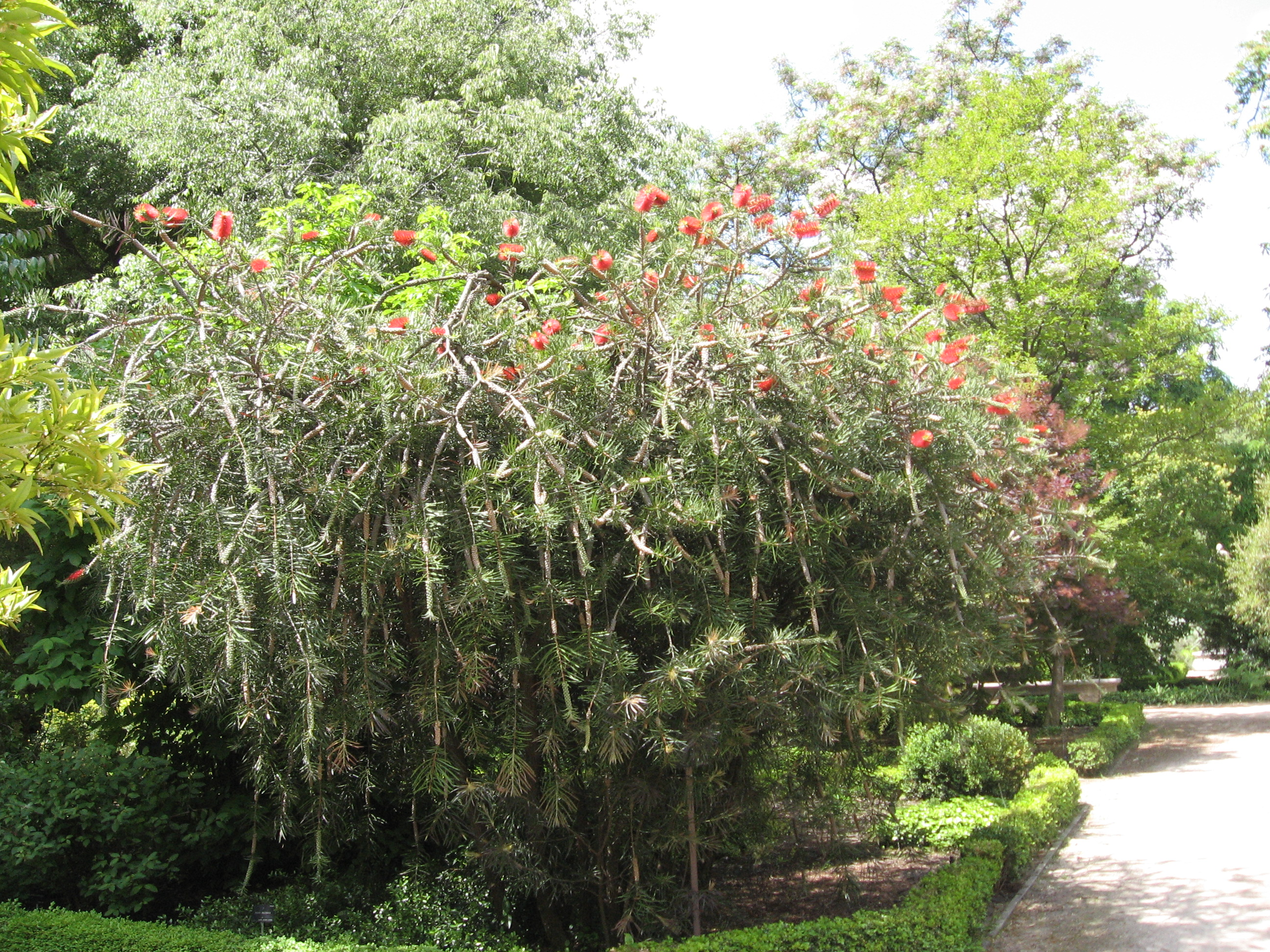
C. linearifolius.
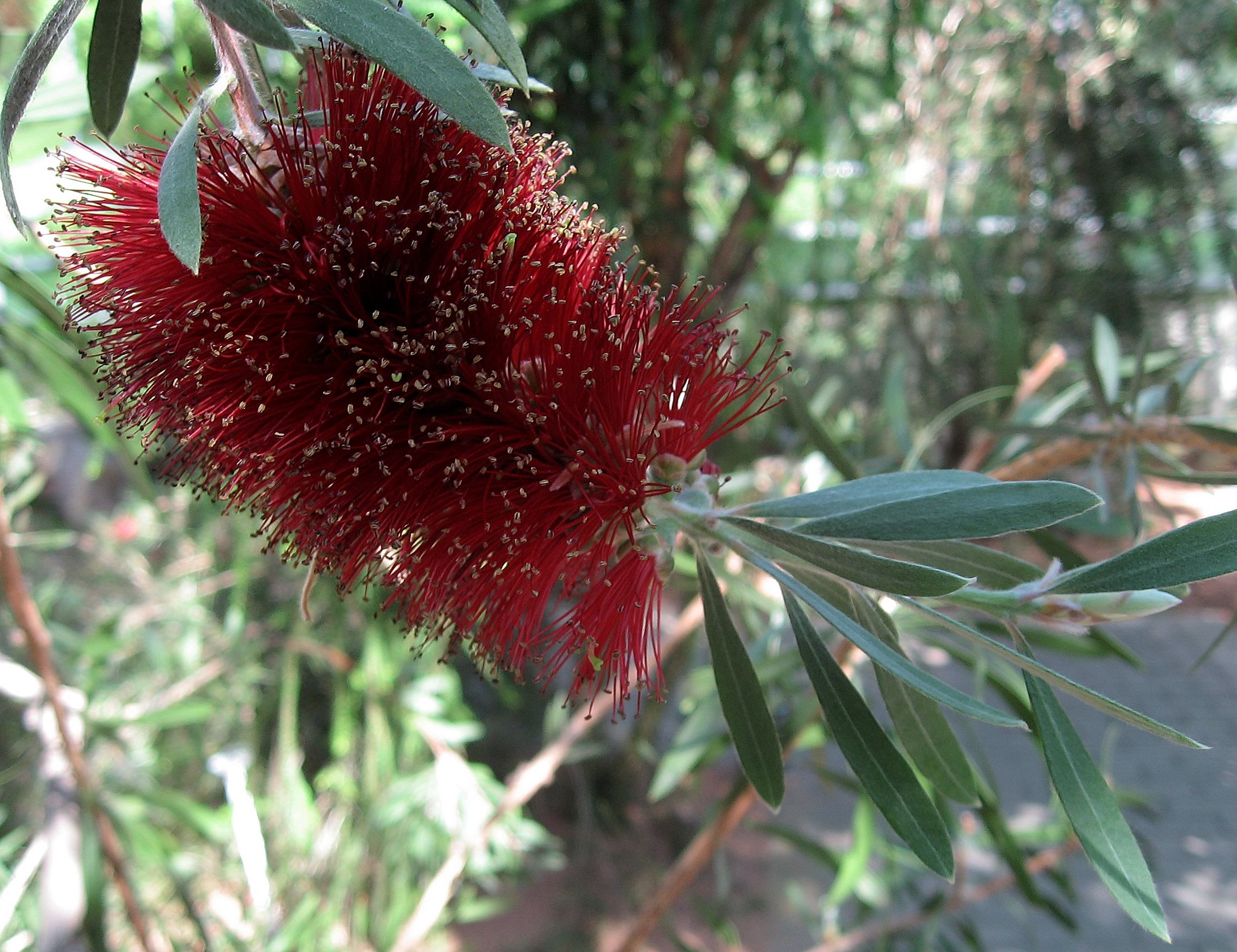
C. pachyphyllus.
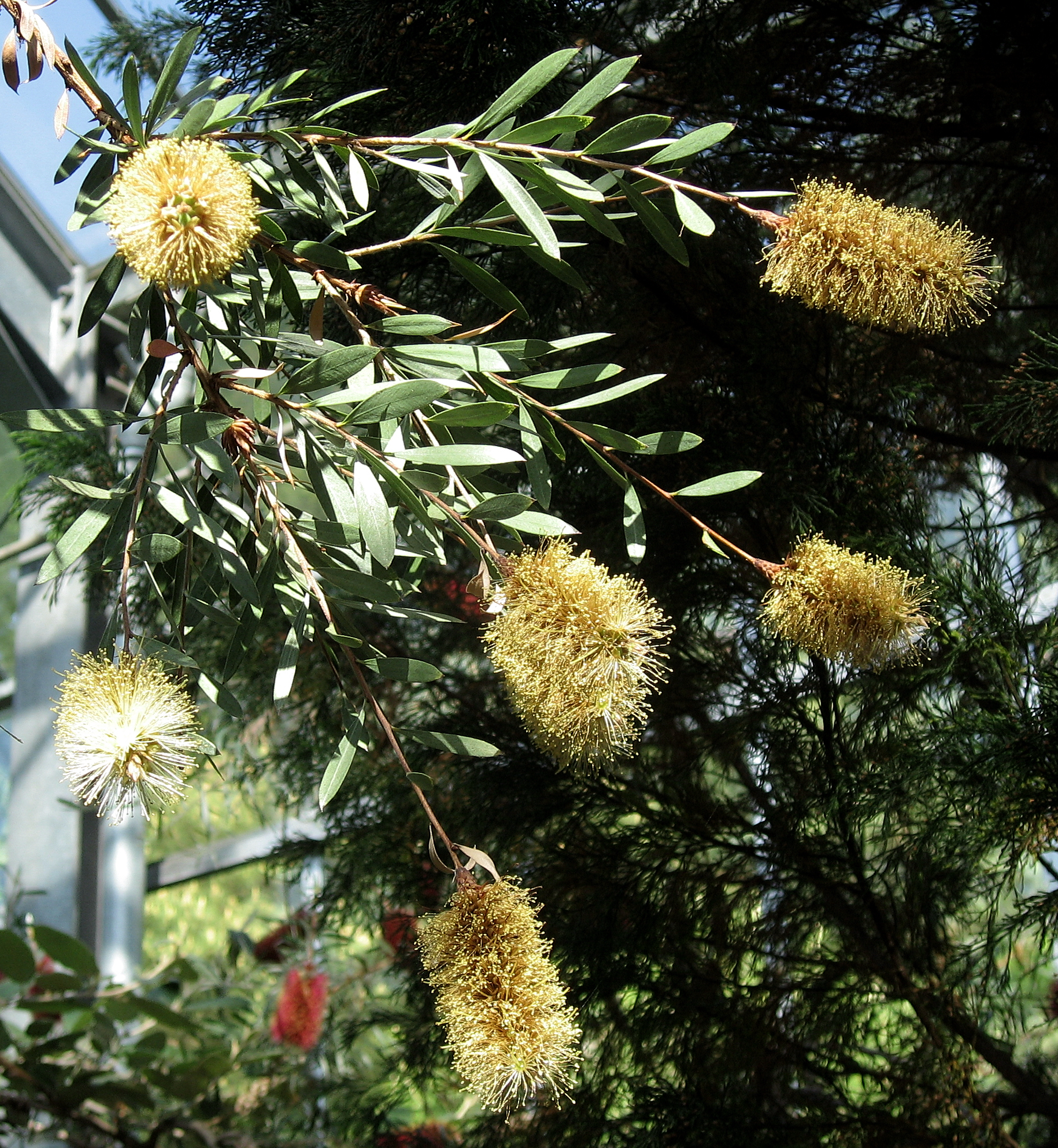
C. pallidus.
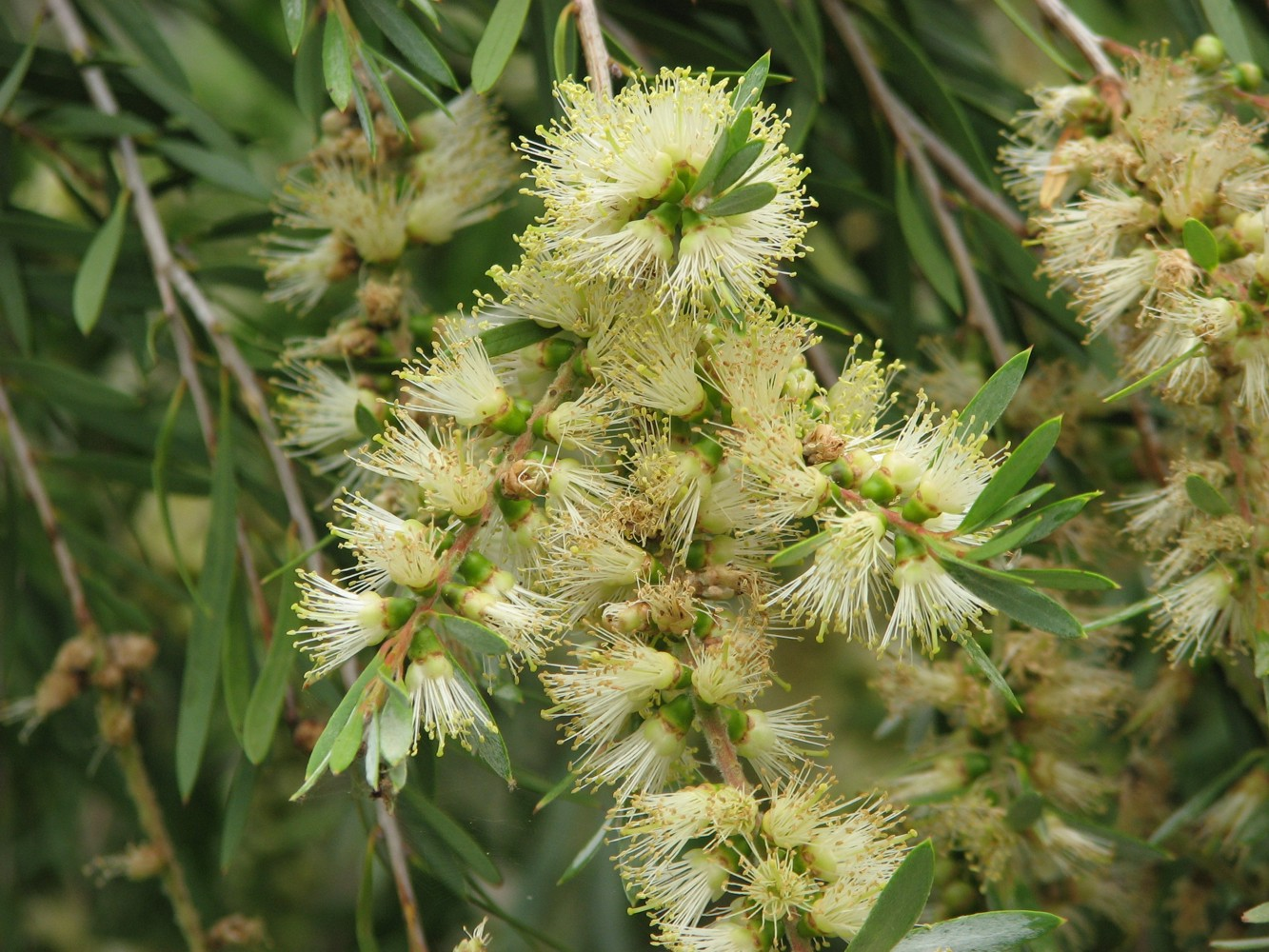
C. sieberi.
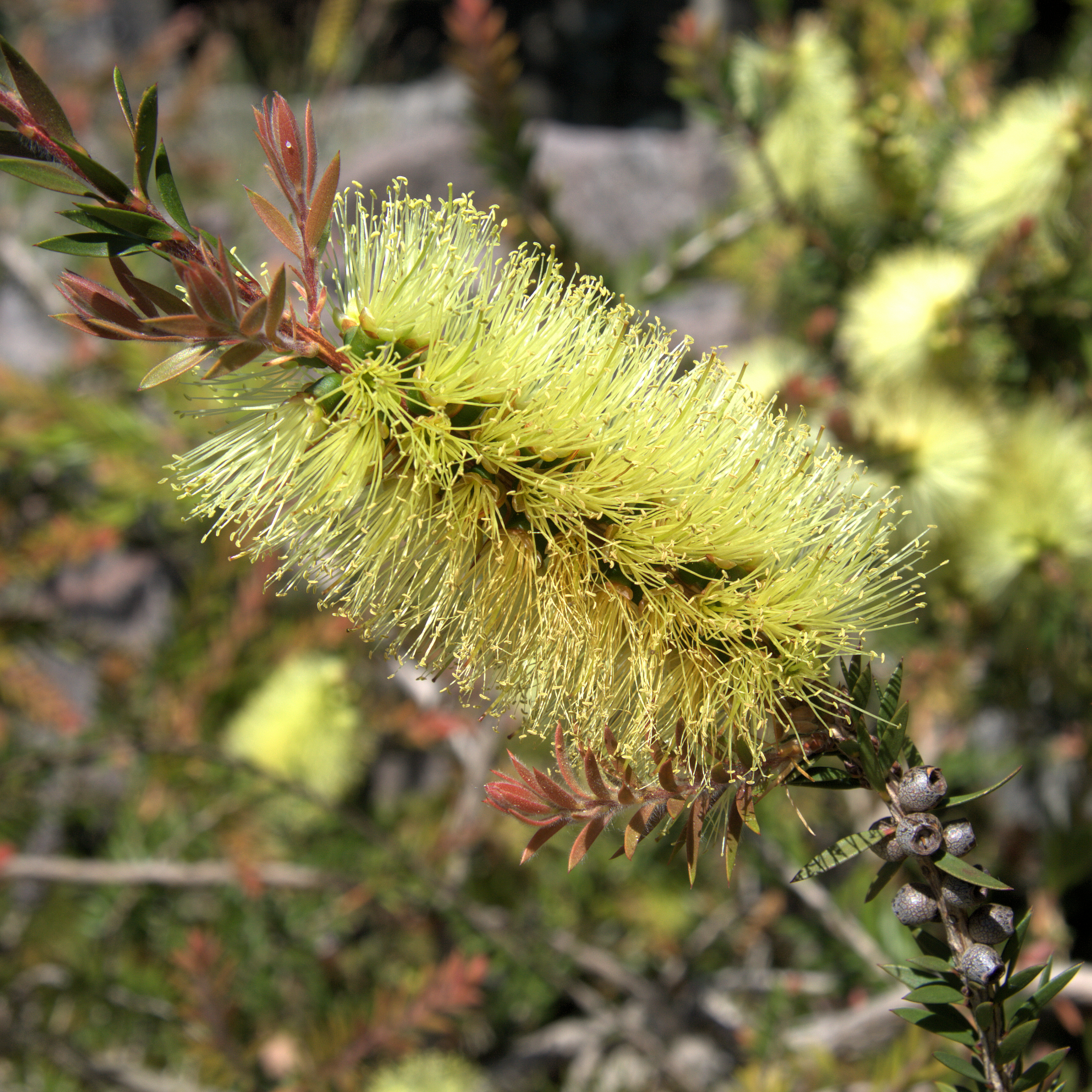
C. viridiflorus.